# Anghel Demetriescu
Anghel Demetriescu (n. 5 octombrie 1847, Alexandria, județul Teleorman – d. 18 iulie 1903, Karlovy Vary) a fost un istoric și scriitor român, membru corespondent al Academiei Române din 1902.

## Copilăria și studii
Anghel Demetriescu s-a născut la 5 octombrie 1847 în Alexandria, județul Teleorman. Tatăl său, Dumitru Simion, era boiangiu, fiind proprietarul unui mic atelier de boiangerie din oraș. Mama sa, Chrysanta, născută  Velleanu, provenea dintr-o familie mai înstărită, fratele ei fiind doctor la București. Se pare că Anghel era nemulțumit de numele său de familie și l-a schimbat în Demetriescu. Prenumele îl avea de la nașul său, Anghel Dudrea din Alexandria. Nici numele de botez nu îl mulțumea, astfel că semna ca Ang. Demetriescu.
Fiind al treilea din cei nouă copii ai unei familii cu un venit modest, Anghel Demetriescu a avut o copilărie dificilă. A fost însă un elev strălucit în școala primară, astfel încât părinții săi au fost îndemnați să-l încurajeze să-și continue studiile. Prin urmare, l-au înscris la „Școala Reală” din Alexandria (care mai târziu a fost denumită Gimnaziul „Alexandru Ghica”). Apoi a obținut o bursă la București, urmând întâi cursurile la Liceul „Matei Basarab”, iar apoi la Liceul „Sf. Sava”.
Fără a trece bacalaureatul, Anghel Demetriescu își continuă studiile la Facultatea de Litere din București unde se împrietenește cu Dimitrie August Laurian și Ștefan C. Michăilescu, formând un grup cu o oarecare notorietate în facultate, unde erau numiți „cei trei”. Pentru a se întreține, Anghel Demetriescu lucrează ca pedagog la Școala Macedo-Română, post pe care l-a obținut cu ajutorul lui Corneliu Diaconovich.
Deși termină cursurile facultății, Anghel Demetriescu nu trece examenul de licență, după cum nu trecuse nici examenul de bacalaureat, după terminarea liceului. Din acest motiv, unii contemporani îl considerau autodidact. V.D. Păun, unul dintre prietenii săi apropiați,  director și profesor de limba română la Liceului „Gheorghe Lazăr” din București, face următoarele comentarii cu privire la Anghel Demetriescu:

„Demetriescu nu era tocmai ceea ce se cheamă un autodidact, precum îl socoteau unii, precum înțeleg alții, autodidactica. Adevărat e că niciun titlu academic nu poseda, nici chiar bacalaureatul. Se făcuse profesor prin 1869, pe când absolvența liceului era încă îndestulător titlu pentru a concura la o catedră, secundară sau chiar universitară.” 

După terminarea Facultății de Litere, Anghel Demetriescu începe activitatea sa didactică și publicistică. Totuși, în 1878 obține prin concurs de la Ministerul Cultelor o bursă de studii de filologie în străinătate, și pleacă la Berlin pentru a-și completa studiile literare și istorice.
Dacă studiile în Germania au avut ca rezultat cizelarea modului său de gândire și eliminarea din lucrările sale a unor exagerări care existau în publicațiile sale de până atunci, ele avut o influență mai redusă asupra caracterului său. În general, el nu a fost foarte încântat de învățământul din Germania. De fapt, Demetriescu era un veșnic răzvrătit. Pe când, acasă, tendința sa spre erudiție și spre un studiu temeinic intrase adeseori în contradicție cu graba și superficialitatea, foarte răspândite în România, spiritul său latin era acum elementul care se răzvrătea împotriva ordinii tăcute a muncii nemțești. El amintea mai târziu de un profesor de istoria artelor care vorbise la curs timp de un trimestru despre faldurile din veșmintele madonelor lui Rafael „fără să îți lase în suflet o trăsătură de lumină, cum îți lasă cel din urmă Cicerone din Florența”.
La Berlin, Anghel Demetriescu a studiat cu o parte din somitățile vremii: Johannes Vahlen și Adolf Kirchhoff, specialiști în literatura și filologia antică, Theodor Mommsen și Ernst Curtius, specialiști în istoria antică și Heinrich von Treitsche specialist în filozofia istoriei. El a lucrat la o teză de doctorat despre Catullus, pe care trebuia să o susțină cu profesorul Johannes Vahlen, autorul unui volum publicat recent despre poetul roman. Anghel Demetriescu avea însă o părere diferită de cea a lui Vahlen despre Catullus. Pe de altă parte, conform spiritului învățământului din Germania, Vahlen nu admitea să fie contrazis și nu accepta decât lucrări care să fie structurate pe ideile sale. Nevrând să cedeze, Anghel Demetriescu s-a întors din Germania fără a-și susține teza.

## Viața de familie
În 1873, Anghel Demetriescu se însoară cu Maria Poppovici, cu care are o fiică, Cordelia. Căsătoria nu este însă fericită, Maria Poppovici suferind de o afecțiune nervoasă. Anghel Demetriescu divorțează în 1882. El se recăsătorește în 1884 cu Emma Gluck, fiica doctorului Teophil Gluck din București și sora lui Themistocles Gluck, care ajunsese chirurg și profesor la facultatea de medicină din Berlin. Din a doua căsătorie Anghel Demetriescu a avut un fiu, Theophil Demetriescu (1891 - 1958) care avea să ajungă un pianist renumit.
Cea de a doua căsătorie a afectat însă viața de familie, fiica sa Cordelia înțelegându-se greu cu mama ei vitregă. Pentru a rezolva tensiunile, Anghel Demetriescu a fost nevoit să o trimită pe fiica sa la pension în Franța și în Germania. În 1896, după terminarea studiilor, Cordelia a ajuns domnișoară de onoare a reginei Elisabeta a României. În 1905, după moartea lui Anghel Demetriescu, s-a căsătorit cu profesorul Gheorghe Tașcă.

## Viața profesională

### Activitatea didactică
În 1869 obține prin concurs catedra de istorie și geografie la cursul inferior al Liceului „Sfântul Sava” din București. Cu puțin timp mai târziu este numit și director al internatului liceului. Aceasta este calitatea în care i-a avut elevi pe Take Ionescu, căruia i-a păstrat o admirație toată viața și pe Barbu Ștefănescu Delavrancea, care a devenit mai târziu un prieten foarte apropiat.
Anghel Demetriescu își continuă activitatea didactică la Liceul „Sfântu Sava” până în 1878, când pleacă la Berlin. După întoarcerea din Germania, își reia activitatea de profesor la cursul inferior al aceluiași liceu.
Intenționând să urmeze o carieră universitară, Anghel Demetriescu se prezintă în 1881 la concursul pentru catedra de istorie antică de la Facultatea de Filozofie și Litere a Universității București. Pierde însă concursul în favoarea lui Grigore Tocilescu. Anghel Demetriescu a fost extrem de dezamăgit de acest rezultat și toți biografii săi (Nicolae Iorga, Nicolae Petrașcu, V.D. Păun) sunt de acord că acest eșec a avut o influență negativă asupra evoluției sale ulterioare ca scriitor și ca om de știință.
După concurs, Anghel Demetriescu publică în revista România Liberă un foileton intitulat Știința de contrabandă în care îl atacă pe Grigore Tocilescu. Reluând unele obiecții importante aduse de Bogdan Petriceicu Hașdeu lucrării lui Tocilescu Dacia înainte de Romani, el dovedește prin citate paralele utilizarea de către autor a diferitor lucrări ale unor cercetători străini, fără a cita sursele respective, ba chiar folosirea unor simple manuale germane de gimnaziu. Foiletonul nu a avut nicio urmare, și după publicarea celei de a două părți, el cere ziarului să înceteze publicarea sfârșitul lucrării, din cauza certurilor pe care le avea cu Tocilescu la Biblioteca Centrală, unde acesta era director. Anghel Demetriescu îl acuza pe Tocilescu că ar fi dat ordine personalului bibliotecii să refuze punerea la dispoziție a cărților și revistelor străine, din care Tocilescu se inspira pentru lucrările sale. Această scrisoare a fost și ea publicată în România Liberă.
Disputa dintre cei doi istorici nu a continuat. Demetriescu ajunge colaborator și director politic la ziarul Conservatorul care îl susținea pe Grigore Tocilescu. Într-un raport din 1898, Anghel Demetriescu elogiază și recomandă călduros lucrarea lui Tocilescu despre „Curtea de Argeș”.
Anghel Demetriescu nu mai urmărește însă o carieră universitară și își concentrează eforturile asupra activității publicistice, păstrându-și postul de la Liceul „Sfântul Sava”. În 1885 este numit profesor și director al liceului particular „Sfântul Gheorghe” funcție pe care o îndeplinește în paralel cu catedra anterioară. Tot în aceeași perioadă este numit profesor de istorie la seminarul teologic „Nifon mitropolitul” (care fusese înființat în 1872).
Abia în 1890 cere transferarea de la cursul inferior al Liceului „Sfântul Sava”, la cel superior al Liceului „Gheorghe Lazăr”, cerere care este aprobată.
În anul 1891-1892 a funcționat ca profesor la Facultatea de Filozofie și Litere a Universității din București, în urma decesului lui P. Cernătescu. Dar la această dată, Anghel Demetriescu nu mai era interesat de o carieră universitară și nu s-a mai prezentat la concursul care a fost organizat anul următor pentru ocuparea postului.
Deși nu a urmărit titluri universitare, activitatea sa didactică este apreciată de contemporani. În ianuarie 1891, Titu Maiorescu, ministru al Cultelor și Instrucțiunii Publice îl numește președinte al comisiei pentru concursul catedrei de limba germană de la Școala Normală Superioară din București, în locul lui C. Dumitrescu-Iași care demisionase.
În 1898, Anghel Demetriescu a ieșit la pensie de la catedra sa de la stat la Liceul Gheorghe Lazăr. A rămas însă, până la sfârșitul vieții director al Liceului „Sfântul Gheorghe”, menținându-și și catedra de la seminarul „Nifon mitropolitul”.

### Publicistica
Anghel Demetriescu și-a început cariera de scriitor, practic în același timp cu activitatea didactică. Începând din 1870 publică câteva articole în Foaia Societății pentru cultura poporului român pentru ca ulterior să contribuie la revista Transacțiuni literare, pe care prietenul său Dimitrie Aug. Laurian a început să o publice începând din 1872. Prima sa lucrare critică, publicată în Tranzacțiuni literare este o recenzie elogioasă a piesei Constantin Brâncoveanu, o dramă istorică scrisă în limba română de poetul francez Antonin Roques, profesor de franceză la București. A. Roques era pasionat de cultura română și tradusese în limba franceză unele poezii ale lui Vasile Alecsandri. Criteriul principal al lui Anghel Demetriescu în judecățile sale de valoare era respectul față de istorie. El menționează: „Fiecare vorbă a domnitorului este o trăsătură istorică, lângă care am putea chiar nota pagina și rândul opului ce le constată”. Acest „istorism” va constitui una din trăsăturile de bază ale lucrărilor ulterioare ale lui Demetriescu.
La aceeași revistă colabora și al treilea membru al grupului, Ștefan C. Michăilescu. La început, revista urma principiile latinizante pe care D.A. Laurian le moștenise de la tatăl său, academicianul August Treboniu Laurian dar în 1873, întreaga echipă fuzionează cu grupul mai numeros al Revistei Contimporane. În 1876, Anghel Demetriescu devine membru al comitetului ei de redacție.
Activitatea publicistică a lui Anghel Demetriescu din această perioadă este relativ minoră, constând în special din recenzii de cărți scrise de autori români sau străini. În studiul său despre Anghel Demetriescu,  Octaviu Papadima relevă faptul că aceste prime articole relevă trăsăturile care aveau să caracterizeze întreaga sa operă ulterioară: clasicism, conservatorism, erudiție. Nicolae Iorga îl consideră împreună cu Dimitrie Aug. Laurian, Gheorghe Păucescu și încă câțiva, printre cei mai buni din tinerimea din Bucureștii anilor 1870.
În același timp, Anghel Demetriescu publică lucrări cu caracter didactic. Ele traduce două volume de gramatică pentru limba greacă veche și scrie un volum de geografie și, în colaborare cu prietenul său Ștefan Michăilescu, un volum de zoologie. Aceste prime lucrări scot în evidență cultura vastă a lui Anghel Demetriescu, care putea cuprinde domenii foarte variate. Totuși cunoștințele sale clasice erau cele care au atras atenția contemporanilor săi. În 1877, Societatea Literară Română (transformată în 1879 în Academia Română) îi încredințează traducerea din limba latină a Istoriei Romane a lui Dio Cassius, volum care a apărut în anul următor.
După întoarcerea din Germania și eșecul său de la Universitatea din București, el își limitează preocupările didactice la catedrele sale din învățământul mediu și își orientează activitatea în trei direcții principale: eseuri, conferințe și gazetărie.
Începe prin câteva cicluri de conferințe la Ateneul Român care au fost foarte bine primite de public.
Astfel, în 1883 editează un număr de patru conferințe ale lui Titu Maiorescu, la sfârșitul cărora publică un prim studiu, o anticipare a studiilor portret care constituie partea cea mai durabilă a operei sale. A continuat apoi să editeze diferite opere, scriind studiile introductive, cel mai remarcabil dintre acestea fiind Discursurile lui Barbu Catargiu.
Lucrează în comitetele de redacție ale multor ziare, fiind prim-redactor la Națiunea în perioada 1882-1888 și la Epoca din (1885-1903), dar, în afară de eseurile publicate în suplimentele literare de duminică, nu-și semnează editorialele politice.
Activitatea publicistică a lui Anghel Demetriescu cuprinde în special studii asupra unor scriitori și oameni politici contemporani și recenzii și critici ale unor opere literare.
Începând din 1885 colaborează la Revista literară, inițial cu un studiu despre Dimitrie Bolintineanu. Au urmat apoi alte studii despre Ion C. Brătianu și Mihail Kogălniceanu publicate în Epoca literară. Dintre acestea sunt mai importante articolele despre Titu Maiorescu, Mihai Eminescu, Take Ionescu, Alexandru Sihleanu, Ștefan C. Michăilescu și alții. El s-a impus în timp ca un critic literar important, judecățile sale de valoare fiind luate în considerare de contemporanii săi.

### Participarea la viața culturală din București
Pe lângă activitatea sa de publicist, Anghel Demetriescu era angrenat activ în coordonarea vieții culturale din Bucureștii din ultimele decenii ale secolului al XIX-lea. A lucrat cu multă dedicație pentru îndeplinirea sarcinilor care îi reveneau. Pe de altă parte, a dat dovadă de o modestie rar întâlnită, căutând să nu iasă în evidență. În concepția lui Demetriescu, oamenii trebuiau să fie judecați după munca pe care o realizau, iar acest principiu îl aplica și la propria activitate. Modestia sa nu a fost totdeauna înțeleasă de contemporani, care adeseori nu i-au acordat creditul meritat. Totuși, faptul că primea  mereu noi însărcinări constituie o dovadă că era apreciat ca un colaborator conștiincios. .

#### Comitetul Ateneului Român
Ca urmare a succesului conferințelor sale de la Ateneul Român, în 1884 este ales membru al comitetului Ateneului Român condus de Constantin Esarcu. Demetriescu a păstrat această funcție până la moarte, ocupându-se de organizarea de cicluri de conferințe. În acea perioadă – și de altfel până după primul război mondial, conferințele pe teme culturale constituiau  o componentă însemnată din activitatea Ateneului Român. După aceea, principala sală de conferințe din București a devenit sala Dalles.

#### Comitetul de conducere al Teatrului Național
În 1888, când Titu Maiorescu a obținut portofoliul Ministru al Cultelor și al Educației Publice în noul guvern conservator, la propunerea lui Nicolae Petrașcu l-a numit pe Ion Luca Caragiale director al Teatrului Național, cu Anghel Demetriescu, Dimitrie Rosetti și Nicolae Petrașcu ca membri în comitetul de conducere. Ca un detaliu, se poate aminti că, pentru a da tonul publicului, Caragiale a cerut membrilor din comitet să asiste seara la reprezentații îmbrăcați în frac. Anghel Demetriescu a respectat consemnul cu multă religiozitate și a fost foarte dezamăgit când, din cauza plecării lui Caragiale în călătorie de nuntă, regula a fost abandonată.

#### Prima societate a scriitorilor români
În 1899 Bogdan Petriceicu-Hașdeu a încercat să constituie prima societate a scriitorilor români. Actul de constituire, semnat la 30 ianuarie 1899, arată că asociația îl alesese pe B.P. Hașdeu ca președinte, pe C. Dumitrescu-Iași ca vicepreședinte, membrii comitetului provizoriu fiind: Em. Porumbaru, Constantin Disescu, Ion Mincu, Theodor Speranția, Nicolae Petrașcu, Dimitrie Olănescu, dr. C.I. Istrati, Virgil Arion, Take Ionescu, Nicolae Filipescu, Barbu Ștefănescu Delavrancea, George Ionescu-Gion, Nicolae Gane, H.G. Lecca, Zamfir Arbure, Al. Soutzu, Anghel Demetriescu, Alexandru Tzigara-Samurcaș, dr. Alexandru Obreja, Ilarie Chendi, Barbu Păltineanu, Ștefan C. Ioan, C. Dimitriu-Târgoviște, N. Rădulescu-Niger și Constantin Rădulescu-Motru.
Acțiunea a fost însă prost organizată, noua asociație fiind formată ca o anexă minoră a „Societății Presei”, care fusese înființată tot de Hașdeu, în 1883. Asociația nu a desfășurat nicio activitate. Abia peste zece ani a fost înființată „Societatea Scriitorilor Români”.

#### Organizarea bibliotecilor sătești
În 1898, Spiru Haret, la acea dată Ministru al Educației Publice, a luat inițiativa de a organiza o rețea de biblioteci sătești și l-a însărcinat pe Anghel Demetriescu să studieze problema și să elaboreze un raport de specialitate. Raportul întocmit, extrem de documentat și foarte detaliat, a stat la baza programului pe care ministerul l-a realizat în continuare. Contribuția importantă a lui Anghel Demetriescu în  crearea bibliotecilor sătești a fost subliniată de Emanoil Bucuța, care numește raportul „un adevărat act de naștere al bibliotecilor țărănești”.

### Teoria și critica literară și de artă
Aproape în același timp cu ieșirea la pensie, Anghel Demetriescu a început să publice lucrări de mai mare anvergură decât recenziile și prezentările de scriitori și persoane politice. Este de presupus că intenționa să dedice ultimii ani ai vieții unor lucrări de sinteză în care să prezinte viziunea sa.
Majoritatea acestor studii au fost publicate în revista Literatură și artă română. Dintre ele se pot menționa:
- Obiectul artei în general.
- Poetul.
- Poezia dramatică.
- Poezia: raporturile ei cu celelalte arte.
- Poezia și proza – raporturile dinter ele.
- Izvoarele inspirației poetice.
- O viziune a trecutului nostru: Boerimea română.
- Talent și geniu.
- Cum s-au format poemele omerice.
- Oameni de litere și bărbați de stat.
- Teatrul german în 1900.

Unele din studiile sale au fost publicate postum, fiind demne de menționat lucrările:
- Femeile lui Shakespeare.
- Arta de a vorbi.
- Poetul și timpul său.

Totuși multe din lucrările sale au rămas neterminate. Dintre manuscrisele rămase într-o fază mai înaintată pot fi citate:
- Manual de poetică - lucrare concepută în 10 caiete, din care s-au pierdut primele două. Caietul III este datat August 1884, ceea ce dovedește că Anghel Demetriescu avusese intenția, cu mult înainte de a-și publica studiile de critică literară să elaboreze asemenea lucrări.
- Manual de istorie – din care a reușit să termine doar trei caiete, dedicate Izvoarelor istoriei, Omului ca subiect antropologic și Tipurilor preistoriei. Se pare că lucrarea era de foarte largă anvergură și este discutabil că Demetriescu ar fi putut să o termine vreodată.
- I. C. Brătianu – pagini de istorie contemporană – lucrare din care doar 7 capitole sunt terminate.

Aceste manuscrise se găsesc în prezent la Biblioteca Academiei Române, dar este puțin probabil că vor fi vreodată publicate.

### Anghel Demetriescu om politic
Deși nu era interesat de politică, Anghel Demetriescu fusese numit în jurul anului 1895 director al bibliotecii Camerei Deputaților. Cu câțiva ani mai târziu, la 23 aprilie 1899 este chemat la guvernare Partidul Conservator în frunte cu Gheorghe Grigore Cantacuzino. Având mulți prieteni în tabăra noului prim-ministru, Anghel Demetriescu i se alătură, cu toate că existau fricțiuni între Gheorghe Cantacuzino și Titu Maiorescu pentru care Demetriescu avea un cult. Candidând din partea partidului conservator, a fost ales deputat al Colegiului III din Teleorman la 29 mai 1899.
A fost un deputat tăcut, și nu a luat cuvântul nici măcar pentru a discuta legea învățământului unde ar fi avut multe de spus. Totuși se pare că a intervenit de multe ori pentru susținerea intereselor circumscripției din care fusese ales și câștigând recunoștința alegătorilor.
A fost însă angrenat în alte activități politice. Astfel, în 1900 cele două ziare conservatoare Timpul și Constituționalul fuzionează și formează un nou ziar Conservatorul. Anghel Demetriescu este numit împreună cu Iacob Negruzzi la direcția politică a ziarului. Totuși, scrie puține articole politice, cele mai multe articole scrise în această perioadă fiind dezbateri despre probleme de artă și de știință.

### Ultimii ani din viață
În ședința din 6 aprilie 1902 Anghel Demetriescu este ales membru corespondent al Academiei Române. Numirea sa este sărbătorită acasă la Anghel Demetriescu, ocazie cu care Delavrancea, cu exuberanța sa obișnuită, se revoltă considerând o nedreptate faptul că Anghel, „un munte de știință era numai… corespondent”.
În același an moare soția sa Emma. Moartea soției l-a afectat mult și după aceea a dus o viață mai retrasă. Continua să lucreze și participa la evenimentele culturale importante. Este de remarcat discursul pe care Anghel Demetriescu l-a ținut în toamna anului 1902 la sărbătorirea numirii lui Take Ionescu, care îi fusese elev, ca profesor și director al „Școlii de Științe de Stat”.
În anul următor pleacă în timpul vacanței școlare de vară pentru cura sa anuală la Karlsbad (azi Karlovy Vary). Îmbolnăvindu-se de pneumonie, a murit în trei zile, la 18 iulie 1903, din cauza unei îngrijiri proaste din partea unui medic nepriceput. Trupul său a fost adus la București și a fost înmormântat la Cimitirul Bellu.

## Trăsăturile caracteristice ale operei lui Anghel Demetriescu

### Cultul istoriei
Există două personalități care au contribuit la formarea concepției lui Anghel Demetriescu.
Ca om politic, Anghel Demetriescu admira în primul rând pe Lordul Thomas B. Macaulay, ale cărui discursuri le-a tradus din limba engleză și le-a publicat cu o amplă prefață. De asemenea a ținut mai multe cicluri de conferințe la Ateneul Român despre opera lui Macaulay. El admira modul în care Macaulay reușea să îmbine o viziune politică coerentă, cu un raționament impecabil, o cultură temeinică și un talent oratoric de excepție. Acestea erau calitățile pe care le considera esențiale pentru un politician și pe care le căuta în discutarea personalităților politice contemporane.
Ca istoric, Demetriescu a fost puternic  influențat de Hyppolite Taine, în special prin lucrarea L'Introduction à l'étude de l'Histoire expérimentale în care susținea că evenimentele istorice ar fi determinate prin legi echivalente cu cele din științele naturii, ceea ce conferă istoriei statutul de știință exactă. După Taine orice fapt istoric ar depinde de trei condiții: mediul (geografia, clima), rasa (starea fizică a omului și locul său în evoluția biologică) și momentul (gradul de avansare intelectuală a omului). Pozitivismul și raționalismul lui Taine se potriveau cu spiritul de ordine al lui Anghel Demetriescu și i-au dat un principiu de ordonare simetrică și ierarhică a lumii pe care l-a aplicat și în scrierile sale despre artă și literatură.
Deși în scrierile sale s-a ocupat de probleme de estetică și de critică literară, Anghel Demetriescu era, ca mentalitate, un istoric. El consideră că pentru un om nu poate fi o răsplată mai mare decât gloria pe care i-o conferă nu contemporanii săi, ci istoria, posteritatea.

„Oricât de măreț ar fi însă omul cu numele și faptele lui de o viață, el se pierde în imensitatea drumului de lumină al istoriei. Pentru Anghel Demetriescu istoria e unica perspectivă demnă de om. Ea e, ca pentru antici, suprema și dreapta lui justițiară”. 

Octav Papadima – Anghel Demetriescu – studiu introductiv la volumul Opere

Pentru Demetriescu, omul nu este decât o treaptă în istorie, care nu este decât mersul spre mai bine al omenirii. Arta și politica se împletesc într-un efort comun de a arăta măreția omului. Îmbinându-le, Demetriescu visează la un tip armonic și întreg de om. Dintre oamenii politici români, cel care se apropie cel mai mult de acest ideal este Barbu Catargiu.
Dorința de glorie este pentru Demetriescu un criteriu esențial de diferențiere a caracterelor oamenilor politici. Astfel în paralela pe care o face între C.A. Rosetti și I.C. Brătianu, el îi descrie astfel: „Pe cât de inflexibil era Rosetti în principiile și credințele sale, pe atât era de mlădios Brătianu. Această deosebire provine din faptul că Rosetti era setos de glorie, pe când Brătianu era setos de putere”.

### Clasicismul
Excelent cunoscător atât al limbii latine și al limbii grece antice cât și al scriitorilor clasici, cultura clasică este pentru Anghel Demetriescu o realitate organică, o parte integrantă a concepției sale despre lume. După cum arată O. Papadima, cultura clasică este pentru el o substanță din care se hrănești continuu, în mod firesc. El citează frecvent din clasici, nu doar din Horațiu, Tacit și Cicero, dar și din scriitori mai puțin cunoscuți cum este Cornificius; Rhetorica ad Herrenium era de altfel una din lucrările sa le preferate.
Imaginile clasice abundă. Astfel, Mihail Kogălniceanu este un „Pisistrat care la nevoie devine Pericles”. De aci și cultul clasic al modelelor și tendința de a transforma aproape orice dezbatere de principii estetice în norme și sfaturi. Trebuie însă avut în vedere, că în ultimele decenii ale secolului XIX, cultura clasică era mult mai răspândită și asemenea analogii erau mai lesne înțelese decât ar fi în prezent.

### Raționalismul
Pentru Anghel Demetriescu lumea este ordine, o armonie între ierarhiile materiei și cele ale spiritului, care converg cu timpul către perfecțiune. În gândire, această ordine se concretizează prin rațiune.
Raționamentul logic este bazat pe două structuri de stil, pe care Anghel Demetriescu le utilizează în mod obsedant în scrierile sale: paralela și antiteza. Paralela este o consecință logică a ordinii – din moment ce există ordine, vor apărea nenumărate similarități care sunt scoase în evidență prin evidențierea paralelelor. Antiteza rezultă din echilibrul lumii, care cere ca fiecare teză să aibă o antiteză. Dar utilizarea cu exces a antitezei în scrierile sale are tocmai un efect contrar celui dorit, ducând la surprinzătoare greșeli critice. Demetriescu este în stare să exalteze opera unui unui scriitor pentru ca, pe pagina următoare, aproape cu aceleași argumente prezentate în antiteză, să nimicească aceeași operă cu desăvârșire. Această contradicție l-a făcut pe prietenul său V.D. Păun să îl caracterizeze ca pe un temperamental, nu un lucid.
Dacă rațiunea ordonează, virtutea este cea care păstrează intactă această ordine. Prin rațiune, omul devine un creator, prin virtute, devine un caracter. Rațiunea impune o evoluție din treaptă în treaptă, nu prin salturi.
Strădania către ordine îl forțează pe Anghel Demetriescu ca în lucrările sale să delimiteze precis domeniile diferitelor arte și genuri, impunând interdicții extrem de severe depășirii limitelor. Chiar în analizele stilistice el este la fel de sever în a impune o prezentare ordonată. Astfel, într-un  articolul, el declară:

„Artistul – romancier, poet epic sau chiar dramaturg -  trebuie să ne descrie exteriorul persoanelor sale, apoi să ne introducă treptat în complexitatea și tainele caracterului său.” 

După părerea lui Demetriescu, Honoré de Balzac „comite erori neiertate” în această privință.

### Erudiția
Anghel Demetriescu este probabil cel mai erudit dintre scriitorii români, poate cu excepția lui Dimitrie Cantemir. Stăpânea la perfecție greaca antică și latina iar dintre limbile moderne era fluent în germană, franceză și engleză, fiind în stare să citească atât italiana cât și spaniola. El își valorificase aceste cunoștințe pentru a citi un număr extrem de mare de lucrări, pe care le citează în scrierile sale. Avea de asemenea o memorie extraordinară care îi permitea să rețină ideile lucrărilor pe care le cercetase și să poată face apel la ele când avea nevoie. În multe din lucrările sale chiar referințele bibligrafice sunt scrise din memorie, uneori datele sau chiar titlurile nefiind exacte, însă ideile sunt totdeauna redate corect.
Această erudiție se limita însă la literatura europeană. Anghel Demetriescu considera cultura europeană superioară tuturor celorlalte și, deși în secolul XIX se dezvoltaseră în țările vest-europene curente care explorau alte culturi, în special cele din Asia, el nu a arătat niciodată interes pentru asemenea explorări. Astfel în toate lucrările lui se găsesc numeroase referiri la scriitori români și occidentali destul de obscuri, citatele din lucrări de pe alte continente lipsesc aproape cu desăvârșire și în general ignoră și culturile est-europene, cum sunt cea rusă și cea poloneză.
Modul în care Anghel Demetriescu își valorifică această erudiție a dus însă la anumite excese. El nu admite o lipsă de documentare a scriitorilor care abordează subiecte istorice, aceasta reflectând  o superficialitate a autorilor. După Demetriescu sunt total inadmisibile descrierile eronate care nu contribuie la o explicare a acțiunii ci creează o imagine pe de o parte inexactă iar pe de altă parte inutilă.
Asfel, deși îl admira pe Vasile Alecsandri, în analiza dramei Ovidiu, Demetriescu îl acuză de lipsă de erudiție. El consideră nescuzabilă utilizarea pluralului fora cuppedinis în locul singularului forum cuppedinis deoarece se știe că la Roma se afla o singură piață pentru vinderea delicatețelor. De asemenea, în descrierea pieții, Alecsandri menționează că se vindeau Naramze de la Chios și lămâi de Messina. Anghel Demetriescu protestează explicând că în lucrarea lor Das Leben der Griechen und Römer, E. Guhl și W. Koner arată că portocalele și lămâile nu erau cunoscute în Italia nici chiar în timpul lui Pliniu.
Anghel Demetriescu este și mai sever cu Mihai Eminescu. Exemplul negativ cel mai frecvent citat este Scrisoarea III-a, unde îl irită viziunea de țară patriarhală, țărănească a poetului. El apreciază că solul „cu o năframă în vârf de băț” este prezentat ca „un trimis din partea regilor Zulușilor” nu ca un trimis al unui domnitor al Țării Românești. Prezentarea lui Mircea cel Bătrân ca pe un moșneag este un anacronism; de fapt Mircea avea între 40 și 45 de ani și era cu cel puțin 2 ani mai tânăr decât Baiazid. Atribuirea lui Baiazid a cuvintelor că va da calului ovăz din pristolul Sfântului Petru este, după Anghel Demetriescu, absurdă. Ele nu puteau fi pronunțate înainte de cucerirea Constantinopolului și sunt de fapt o frază a lui Mehmed II. După ce îl descrie pe Mircea ca fiind simplu „după vorbă”, Eminescu îl pune să rostească fraze savante despre Darius al lui Hystaspe, într-o epocă în care nimeni în Țara Românească nu știa despre așa ceva. Este drept că Demetriescu îi găsește o oarecare scuză lui Eminescu, arătând că, în Luiziada, Vasco da Gama este prezentat povestindu-i unui șef de trib african despre Ulise și Enea. Evident, în aceste aprecieri judecata lui Demetriescu este judecata unui istoric și nu a unui literat.
Tot în evaluarea trecutului, Demetriescu are mari rezerve asupra modului în care Eminescu  apreciază scriitorii generațiilor trecute în poezia Epigonii. Poeți ca Pralea, Dimitrie Țichindeal sau „băiatul de spițerie” Daniil Scavinski și alții dintre cei citați de Eminescu sunt niște mediocrități care nu pot în niciun fel trece ca exemple demne de urmat. Prezentarea eronată a istoriei pune inevitabil sub semnul îndoielii tezele susținute de poet. Comparată cu aceste mediocrități, creația  noii generații de scriitori nu poate scoate în evidență regresul care constituie teza poeziei.
De altfel, când nu este vorba despre aspecte istorice, Anghel Demetriescu îl apreciază pe Eminescu. Cu privire la limba poetului el scrie: „Cu dânsul poezia noastră a primit o viață mai intensivă și mai variată” și „Ceea ce face frumusețea operei lui Eminescu este limba sa compusă din imagini în adevăr originale”. Cu privire la versificarea lui Eminescu, Anghel Demetriescu afirmă: „El ieși din făgașul răsbătut al formelor demodate, sfărâmă acele tipare învechite, aproape primitive, găsi combinații și apropieri îndrăznețe de sunete și dete urechii românești agremente acustice neașteptate… în orice caz noi.”
Evident că asemenea aprecieri au deranjat multă vreme pe admiratorii lui Eminescu. Astfel, George Călinescu care își făcuse din Eminescu un idol și nu putea accepta nicio știrbire a perfecțiunii absolute a poetului, este atât de revoltat încât afirmă cu emfază că „Judecata lui Anghel Demetriescu este judecata unui cretin”, afirmație care ridică întrebarea dacă, în admirația sa oarbă pentru Eminescu, George Călinescu mai era capabil să judece, din moment ce nu găsise un mod rațional de a explica aparenta admirație a lui Eminescu pentru anumiți scriitori ale căror opere erau lipsite de o valoare reală.
Totuși în erudiția sa Anghel Demetriescu nu era pedant. El admite abateri de la istorie, considerând  că fraze cum ar fi „Dacă voi nu mă vreți, eu vă vreau” „trebuie reproduse, nu pentru că sunt istorice, ci pentru că zugrăvesc setea de domnie a lui Lăpușneanu”. Ceea ce îl supără este denaturarea adevărului istoric, iar în cazul nuvelei lui Costache Negruzzi personalitatea domnitorului este corect zugrăvită, pe când în Scrisoarea a III-a narațiunea creează o imagine greșită a caracterului celor doi suverani.
Demetriescu relevă însă inadvertențe istorice și în diferite opere ale literaturii universale, printre care tragediile Egmont de Goethe, - arătând că povestea de dragoste din piesă este greșită, din moment ce în realitate contele Egmont era însurat și avea 6 copii, - Fecioara din Orleans din Friedrich Schiller – unde Ioana d'Arc evadează și moare în cursul unei bătălii în loc să fie arsă pe rug, și multe altele.
Este totuși greu de acceptat importanța covârșitoare pe care Demetriescu o dă argumentului istoric, fără a ține seama de considerentele literare. Astfel, discutând despre o poezie a lui Alexandru Depărățeanu:

„Bella Cleopatra pune 
Și-astăzi cu Cesar
În orgiile nebune
Perlele’n pahar”
Alexandru Depărățeanu – Nihil novi sub sole

el nu pare impresionat de calitatea îndoielnică a versurilor dar este iritat de inadvertența istorică, arătând că, după scrierile lui Pliniu, perla în valoarea de 10 milioane de sesterți ar fi fost băută la un ospăț cu Marc Antoniu și nu cu Cesar.

### Simplitatea
În aplicarea principiilor de care le urmărea, Anghel Demetriescu se lovea uneori de contradicții care trebuie să-i fi fost dureroase. O asemenea contradicție era cea dintre simplitate și erudiție, o lucrare cu o documentare temeinică având tendința de a fi mai puțin lineară. Astfel el consideră că opere ca Notre Dame de Paris a lui Victor Hugo sau Salammbô a lui Gustave Flaubert sunt obositoare, cu tot talentul autorilor lor,  deoarece „romancierii se pierd în cercetări de anticar  și de arheolog care nu adaugă nimic la frumusețea sau veritatea tabloului.”  Totuși el apreciază corectitudinea descrierilor lui Flaubert.
Atât în studiile sale literare, discutând personajele lui Caragiale  sau eroii tragediilor lui Shakespeare, cât și în numeroasele studii-portrete, în care își prezenta contemporanii, Demetriescu caută să scoată în evidență un caracter dominant. În portretul lui Take Ionescu, trăsătura dominantă este viteza, la Alexandru Sihleanu - lipsa de sănătate, la Mihai Eminescu – orgoliul, la Nicolae Fleva – ambiția, la Ștefan Michăilescu – lipsa de voință. Și aici apare strădania lui Anghel Demetriescu de a găsi o ordine în comportarea personajelor. Îi era greu să accepte că, în lumea reală, persoanele sunt complexe și adeseori au trăsături contradictorii.

### Românismul
Anghel Demetriescu făcea parte din generația de intelectuali care își începeau cariera în perioada când România își cucerise independența. Pe când generațiile anterioare își orientaseră eforturile spre înfăptuirea unirii și a creării unui stat independent cu o structură occidentală,  noua generație, aprecia aceste eforturi dar considera că avea un rol deosebit, anume de a consolida aceste realizări și de a dezvolta valorile naționale astfel încât ele să poată sta alături de cele ale altor țări europene. Pentru realizarea acestui obiectiv, era important să nu se copieze modelele occidentale ci să se preia experiența vestului, împletind-o cu contribuții originale naționale, astfel încât să se creeze o identitate națională proprie.
Demetriescu era foarte conștient de acest rol al generației sale. În descrierile sale de oameni politici, indiferent că era vorba despre cei din generațiile trecute, cum era Barbu Catargiu, sau de cei contemporani, cum erau Ion C. Brătianu sau Take Ionescu, principalul criteriu pe baza căruia îi judeca era măsura în care au înțeles rolul lor în istoria țării lor și în care au contribuit la realizarea rolului propriei generații. În lucrările lui Demetriescu se acordă o importanță mult mai redusă controverselor interne, divergențelor dintre orientările diferitelor partide politice, pe care el le considera subordonate. Principalul conflict nu era cel dintre orientările politice interne, ci cel dintre tendința de a considera că occidentul este superior, de unde rezulta necesitatea de a-l copia și tendința de a considera că valorile naționale pot contribui în egală măsură la progresul național.

„Democrații noștri sfărâmă tradiția românească și-și închipuesc că va mai rămânea un patriotism românesc. Ei repetă necontenit că străinii prețuiesc mai mult decât Românii și-și închipuiesc că Românii vor iubi România. De șaizeci de ani iubim Franța, de douăzeci de ani am început a lăuda fără măsură Germania, în paguba moralității și demnității noastre. Fiecare își pune idealul afară din România. Ne credem liberali și naționali când vorbim de rău de trecutul nostru.” 

Evident, Demetriescu respingea și tendința contrară de exagerare a rolului național și exacerbarea moștenirii daco-romane care ar fundamenta teoria superiorității absolute a poporului român, tendință naționalistă care începuse să apară spre sfârșitul veacului al XIX-lea.

## Anghel Demetriescu și contemporanii
Anghel Demetriescu prețuia prietenii și avea nevoie de compania lor. O listă completă a prietenilor lui Demetriescu este probabil greu de făcut. Totuși, dintre cei mai apropiați trebuie menționați: 
- Dimitrie August Laurian,  colegul său de facultate, care își desăvârșise studiile în Germania și devenise un specialist în filologie clasică;
- Constantin Dimitrescu-Iași, profesor de filozofie la Universitatea din București și politician socialist
- V.D. Păun, director  și profesor de limba română la Liceul Gheorghe Lazăr
- Ștefan Hepites fizician și meteorolog
- C.I. Istrati, doctor
- Ion Luca Caragiale
- Barbu Ștefănescu Delavrancea
- Alexandru Vlahuță
- Alexandru Odobescu[18]

Fiind unul din cei mai în vârstă membri ai grupului, el era de obicei gazda reuniunilor acestui grup, în special după ce se instalase în casa pe care și-o construise pe Bulevardul Regele Carol I din București în 1895 locul de întâlnire al grupului de prieteni era casa la Anghel Demetriescu. Rare erau zilele în care să nu aibă o discuție cu unul din acești prieteni. O ocazie care nu era pierdută de niciunul dintre ei era însă ziua de 8 noiembrie, a Sfinților Arhangheli, când își serba onomastica și avea casă deschisă.
Anghel Demetriescu vedea în prietenie o profundă legătură spirituală care constituia în primul rând un prilej de schimb de idei, nu o simplă legătură socială. Pentru Demetriescu, prietenia este sentimentul descris de Marcus Pacuvius în tragedia Dulorestes – citat de Cicero în De Amicitia - este amiciția marchizului de Posa pentru Don Carlos din tragedia lui Schiller sau cea a lui Basanio pentru Antonio din Neguțătorul din Veneția a lui Shakespeare. Chiar dacă analogiile de acest gen par să prezinte prieteniile lui ca un exercițiu literar, Anghel Demetriescu era foarte dedicat față de prietenii săi și, la rândul lor, aceștia îl apreciau și adeseori îi solicitau sfatul.
Un exemplu în această privință este cel al lui Alexandru Odobescu, care la vârsta de 60 de ani se îndrăgostește de Hortensia Racoviță, o profesoară de geografie de 30 de ani pe care o cunoscute prin intermediul lui Anghel Demetriescu. Alexandru Odobescu se sinucide ca urmare a refuzului mamei Hortensiei de a consimți la căsătorie, scriind, în noaptea de 8-9 noiembrie 1895 două scrisori, una către familia sa și una către Anghel Demetriescu, considerat singurul prieten apropiat căruia îi putea explica actul său disperat.

„Cugetă, te rog, și spune tuturor că nebun n-am fost, dar că, cu inima mea peste fire simțitoare, am căzut pradă ușurinței și vulgarității simțurilor unei ființe fără inimă, fără conștiință, lipsită chiar de acea pătrundere de minte ce-ar fi făcut dintr-însa o zâna inspiratoare a mult-puținelor mele facultăți intelectuale... A fost adevăratul mormânt al inteligenței, al iluziilor, ba chiar și al vieții mele.” 

Demetriescu căuta să-și ajute prietenii ori de câte ori era cu putință. Pe I.L. Caragiale, care era într-o permanentă criză de bani, l-a angajat în 1885 profesor suplinitor la Colegiul „Sf. Gheorghe” unde era director. De asemenea, s-a ocupat direct de educația lui Mateiu Caragiale pe care l-a înscris la Colegiul „Sf. Gheorghe” pe perioada 1889 – 1903, din prima clasă primară până la bacalaureat. În perioada în care I.L. Caragiale își începuse călătoriile periodice la Berlin, el și-a lăsat fiul să locuiască la Demetriescu, pe o perioadă de pestre 3 ani. Mateiu Caragiale, care de altfel nu se înțelegea prea bine cu tatăl său, afirmă că găsea mai multă înțelegere la Anghel Demetriescu. În memoriile sale, vorbește despre Demetriescu cu multă afecțiune și se referă la el numindu-l „excelentul meu director și maestru de istorie”. De altfel, lecțiile lui Demetriescu i-au dezvoltat lui Mateiu Caragiale gustul pentru cercetările de heraldică de care s-a ocupat mai târziu.

## Menționări postume
Cu toată activitatea sa, posteritatea și-a amintit puțin de el. Cu toate că Nicolae Iorga, Nicolae Petrașcu, Ovidiu Papadima și câțiva alții au scris lucrări despre el, Anghel Demetriescu a fost încetul cu încetul uitat. În 1937, prin grija lui Gheorghe Tașcă, Fundația pentru Literatură și Artă Regele Carol II, publică un volum al operelor sale în colecția Scriitori Români Uitați.
După venirea la putere a regimului comunist, în urma unui decret din mai 1945, au fost elaborate succesiv liste de publicații interzise de către o echipă de funcționari ai partidului comunist, condusă de Iosif Ardeleanu și Al. I. Ștefănescu. Lista a continuat să se extindă, ajungând ca în cele din urmă să se editeze un volum cu lista cărților interzise până la 1 mai 1948, care cuprindea 500 de pagini, incluzând listele anterioare, completate cu un număr uluitor de nume de autori sau titluri de cărți. În această listă, care cuprindea un număr de 8779 titluri, apar și toate lucrările lui Anghel Demetriescu.
Bazându-se totdeauna pe o amplă bibliografie, Anghel Demetriescu și-a strâns o vastă bibliotecă de istorie și literatură cuprinzând mai multe zeci de mii de volume. Biblioteca a fost moștenită și păstrată de fiica sa, Cordelia Tașcă. În 1950, după arestarea lui Gheoghe Tașcă, familia acestuia a fost evacuată din casă și toate bunurile confiscate. Voluminoasa bibliotecă a lui Anghel Demetriescu a fost aruncată direct pe ferestrele casei în camioane și dusă la groapa de gunoi a capitalei. În afară de cărți, în bibliotecă mai erau păstrate diferite manuscrise nepublicate ale lui Barbu Ștefănescu Delavrancea și ale lui Alexandru Vlahuță precum și unele din volumele publicate pe care scriitorii făcuseră corecturi în vederea unor retipăriri ulterioare. Este o ilustrare a grijii pe care o purtau pentru păstrarea valorilor culturale ale țării, persoane ca Constantin I. Parhon, la acea dată șef al statului, sau Traian Săvulescu, președintele Academiei Republicii Socialiste România; nici unul nici altul nu au făcut măcar o încercare, cât de timidă, pentru ca acest patrimoniu național să fie păstrat la Academie sau la o bibliotecă în loc să se descompună la un loc cu deșeurile menajere. 

## Opere
1. Primele elemente de grammatica ellena – Traducere de Ang. Demetriescu, București, 1872
2. Anghel Demetriescu - Brâncoveanu – dramă de A. Roques, - Tranzacțiuni Literare, 1872
3. Versiuni și teme asupra elementelor de grammatica ellena – Traducere de Ang. Demetriescu, București, 1873
4. Anghel Demetriescu – Le nouveau livre de la sagesse de A. Roques – Revista Contimporană, 1873
5. Anghel Demetriescu – Determinismul în istorie. Teoria lui H. Th. Buckle – Revista Contimporană, 1973,
6. Ang. Demetriescu – Elemente de geografie – București, 1873
7. Anghel Demetriescu – Studiul istoriei la Români – articol de G. Panu – Revista Contimporană, 1875
8. Ștefan Michăilescu și Ang. Demetriescu – Convorbiri asupra istoriei naturale. Partea I. Zoologia, București, 1876.
9. Anghel Demetriescu – Domnul Taine – Revista Contimporană, 1876
10. Anghel Demetriescu – Câteva cuviente asupra revoluțiunii franceze și a pretinșilor Ludovici XVII – Revista Contimporană, 1876
11. Anghel Demetriescu – Alexandru Z. Sihleanu – Revista Contimporană, 1876
12. Dione Cassiu (Coceianu) - Istoria romana della Nerone pene la Alexandru Severu – Traducere de Angelu Demetriescu, București 1878
13. Anghel Demetriescu – Știința de contrabandă – România Liberă, 1881.
14. Titu Maiorescu – Patru conferințe – Resumate de Mihai C. Brăneanu. Cu un apendice de Angel Demetriescu, 1883
15. Anghel Demetriescu – Dimitrie Bolintineanu – Revista Literară, 1885
16. Anghel Demetriescu – Dimitrie Bolintineanu – Anale Literare, 1885
17. Barbu Katargiu – Discursurile – Culese și însoție de o notiță istorică a familiei Katargiu și de o biobrafie a autorului de Ang. Demetriescu, 1886
18. Anghel Demetriescu – „Ovidiu” de V. Alecsandri – Epoca, 1888
19. Lord Macaulay – Discursuri – Traduse din limba engleză și adnotate de Ang. Demetriescu, 1895
20. Anghel Demetriescu - Mihail Kogălniceanu – Epoca Literară 1896
21. Anghel Demetriescu - Ion C. Brătianu – Epoca Literară 1896
22. Anghel Demetriescu - Obiectul artei în general – Literatură și artă română 1897
23. Anghel Demetriescu - Poetul – Literatură și artă română 1897
24. Anghel Demetriescu – Discursuri politice ale Dlui Take Ionescu – Literatură și artă română 1902
25. Anghel Demetriescu – Mihail Eminescu – Literatură și artă română 1903

## Cronologie
- 5 octombrie 1847 – Anghel Demetriescu se naște la Alexandria, Teleorman.
- 1869 – Termină studiile la Facultatea de litere a Universității din București și este numit profesor de istorie și geografie la Liceul „Sf. Sava” din București,
- 1878 – 1881 Pleacă la Berlin pentru studii.
- 1881 – Se prezintă la concursul de profesor universitar de istorie la Universitatea din București, concurs pe care îl câștigă Grigore Tocilescu.
- 1882- 1888 - Lucrează ca prim redactor la ziarul Națiunea!.
- 1884 - Este ales membru al Comitetului Atheneului Român, condus de Constantin Esarcu.
- 1885 – Este numit director și profesor de istorie la Liceul particular „Sfântul Gheorghe” din București.
- 1885-1903 – Lucrează ca prim redactor la ziarul Epoca.
- 1888 – Este numit membru al Comitetului de Conducere al Teatrului Național.
- 1890 – Este numit profesor de istorie la cursul superior al Liceulul „Gheorghe Lazăr” din București.
- 1891 – 1892  - Funcționează ca profesor la Facultatea de Litere și Filozofie din București. Nu solicită însă definitivarea.
- 1895 – Este numit director al Bibliotecii Camerei Deputaților.
- 1898 – Iese la pensie de la catedra de la stat la Liceul „Gheorghe Lazăr”, menținând doar postul de la Liceul „Sfântul Gheorghe”.
- 1898 – Din însărcinarea lui Spiru Haret, studiază modul de organizare a bibliotecilor sătești.
- 1899 – Este ales deputat de Teleorman în Camera Deputaților.
- 1900 – Este numit director politic al ziarului Conservatorul.
- 6 aprilie 1902 – Este numit membru corespondent al Academiei Române.
- 1902 – Moare soția sa, Emma.
- 18 iulie 1903 – Anghel Demetriescu moare la Karlsbad.